# Arend (locomotief)
De Arend was de tweede stoomlocomotief in Nederland, na de eerder afgeleverde Snelheid. De Arend en de Snelheid trokken op 20 september 1839 de openingstrein van de eerste spoorlijn van Nederland, tussen Amsterdam en Haarlem. De originele locomotief bestaat niet meer. In 1938 werd een replica gebouwd die nog steeds bestaat.

## Geschiedenis
De in 1837 opgerichte Hollandsche IJzeren Spoorweg-Maatschappij (HSM) bestelde in juli 1838 vier locomotieven bij de fabriek R.B. Longridge & Co te Bedlington van het door Stephenson gepatenteerde type Patentee met de asindeling 1A1, die de namen Snelheid, Arend, Hoop en Leeuw kregen. De Arend en Leeuw waren gelijk aan elkaar, maar weken op diverse punten af van de Snelheid en Hoop.

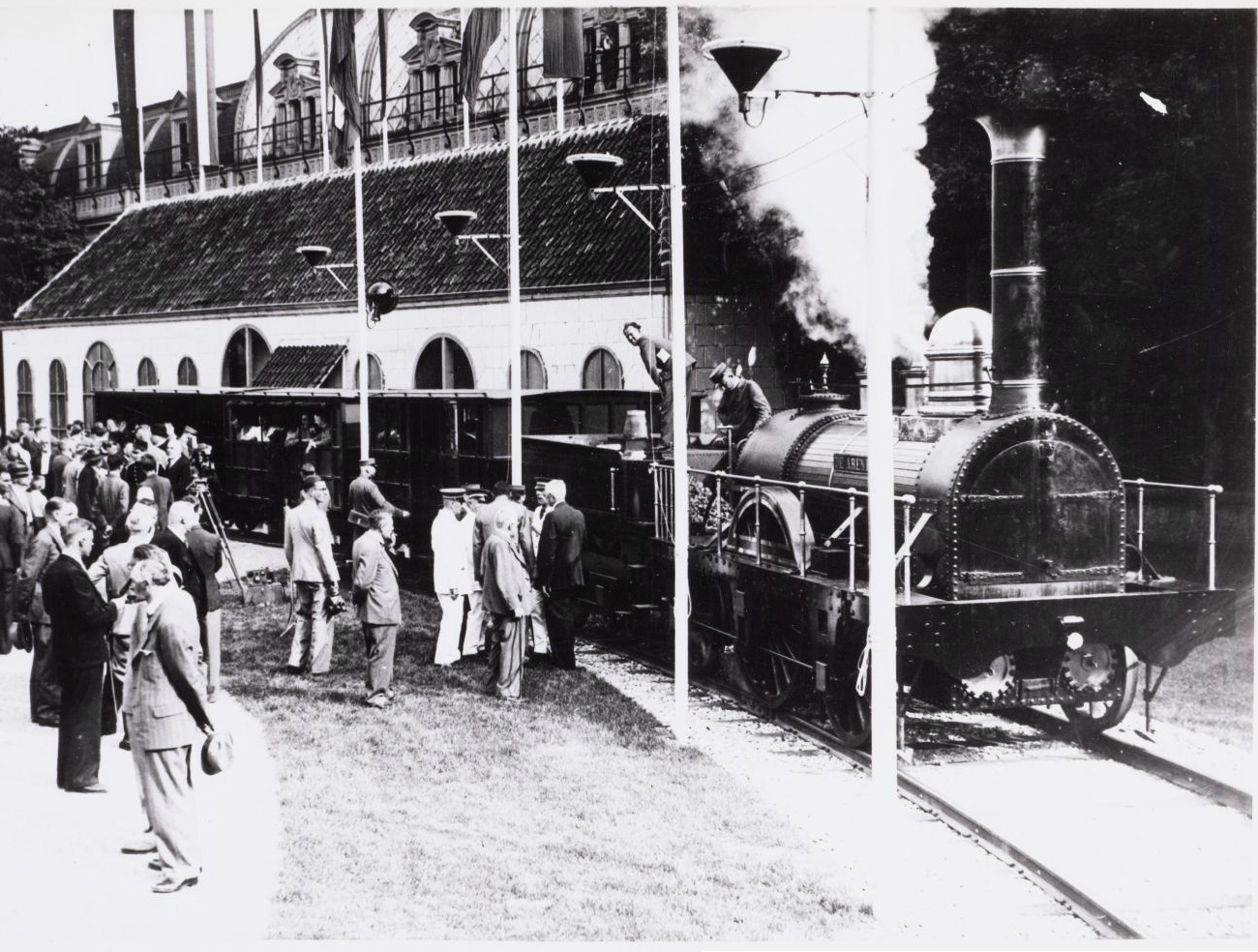
Het nagebouwde Station d'Eenhonderd Roe op het Frederiksplein in Amsterdam met de replica De Arend in 1939.

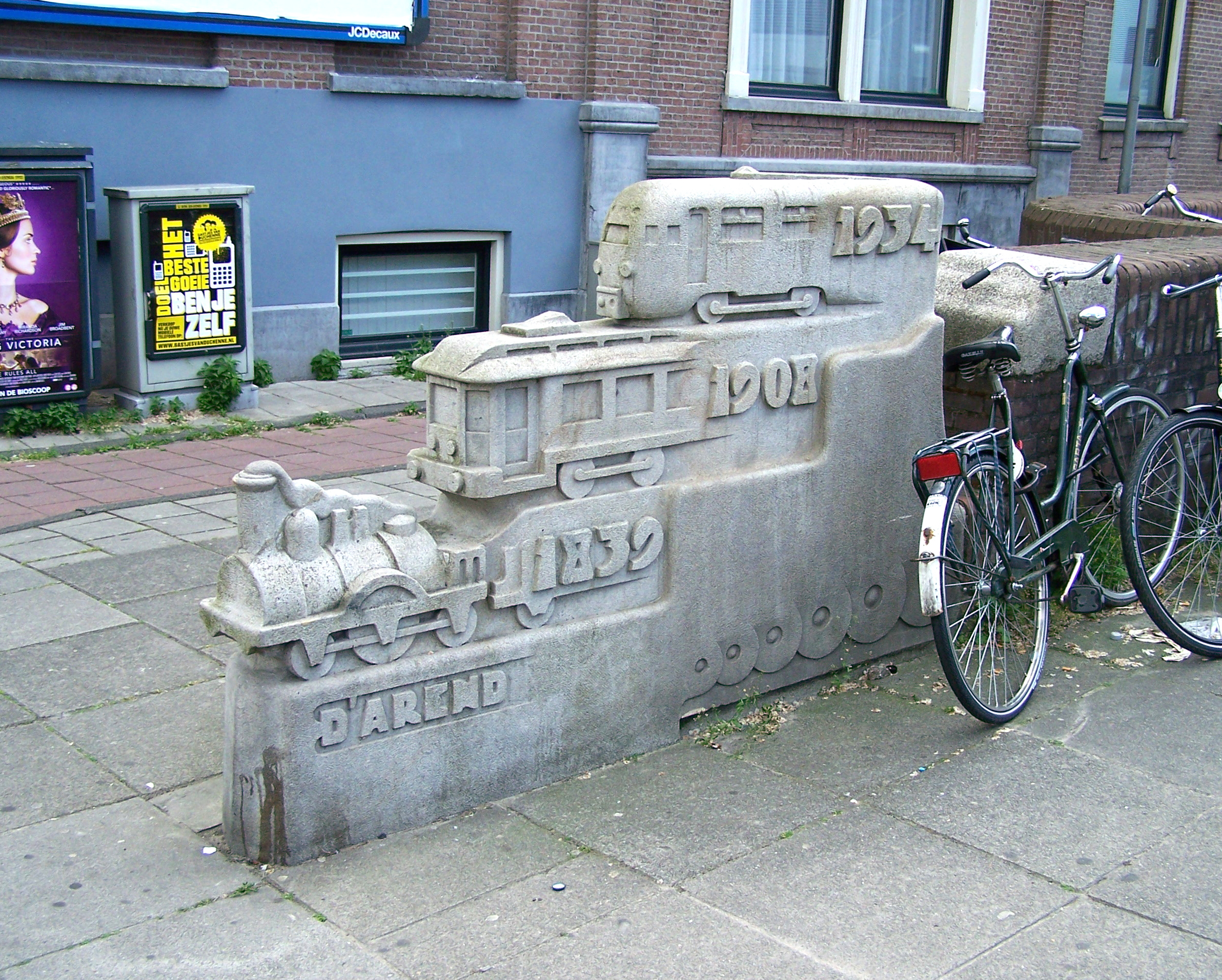
De ontwikkeling van de locomotief, gemaakt door Hildo Krop. Een sluitsteen voor de Weesperpoortbrug te Amsterdam.

In mei 1839 werd de Snelheid als eerste geleverd, waarna met die machine de eerste proefritten werden uitgevoerd. Met de levering van de Arend, begin september 1839, kon de treindienst worden begonnen. De openingsritten vonden op 20 en 21 september 1839 plaats, op 24 september 1839 werd met de reguliere dienst aangevangen. De Leeuw werd op 26 december 1839 als vierde locomotief afgeleverd.
De Arend en Leeuw deden dienst op het gehele breedsporige traject van de HSM, dat in 1842 werd verlengd tot Leiden, in 1843 tot Den Haag en in 1847 tot Rotterdam.
In 1848 bleek dat de staat van de Hoop slecht was geworden, en er werd geopperd om deze locomotief als leverancier van reserveonderdelen ("plukloc") voor de Snelheid te gebruiken. Een dergelijk plan werd ook voor de Arend en de Leeuw opgesteld. Wegens de slechte ervaringen met de locomotief Leiden en het afbestellen van twee daaraan gelijke locomotieven, zouden er geen vervangende locomotieven zijn voor de terzijde te stellen pluklocs. Daarop werd besloten de vier oudste locomotieven volledig te reviseren. Na de revisie van de Snelheid en de Hoop in 1848 en 1849, werden de Leeuw en de Arend in respectievelijk 1850 en 1851 gereviseerd.
Nadat het spoor van de Nederlandsche Rhijnspoorweg-Maatschappij (NRS) in de periode 1854-1855 was verbouwd van breedspoor tot normaalspoor, probeerde de HSM een aantal van de bij de NRS overbodig geraakte jongere breedspoorlocomotieven over te nemen, ter vervanging van de oudste eigen locomotieven. De NRS had deze echter al aan de handelaar B.J. Nijkerk in Amsterdam verkocht. Met deze handelaar kwam de HSM overeen om twaalf locomotieven te ruilen met bijbetaling van 2.000 gulden per locomotief. In 1856 werd de Leeuw geruild tegen de jongere ex-NSR locomotief 16 Bromo. De Bromo werd direct afgekeurd en teruggeleverd aan de aannemer. In 1857 werd de Arend geruild tegen de NRS 12 Vesusius, die tot 1863 bij de HSM heeft dienstgedaan. Alle genoemde locomotieven zijn nadien gesloopt.
In 1939 beitelde Hildo Krop D'Arend uit in graniet voor zijn beeld De ontwikkeling van de locomotief, een sluitsteen voor de Weesperpoortbrug te Amsterdam.

## Replica

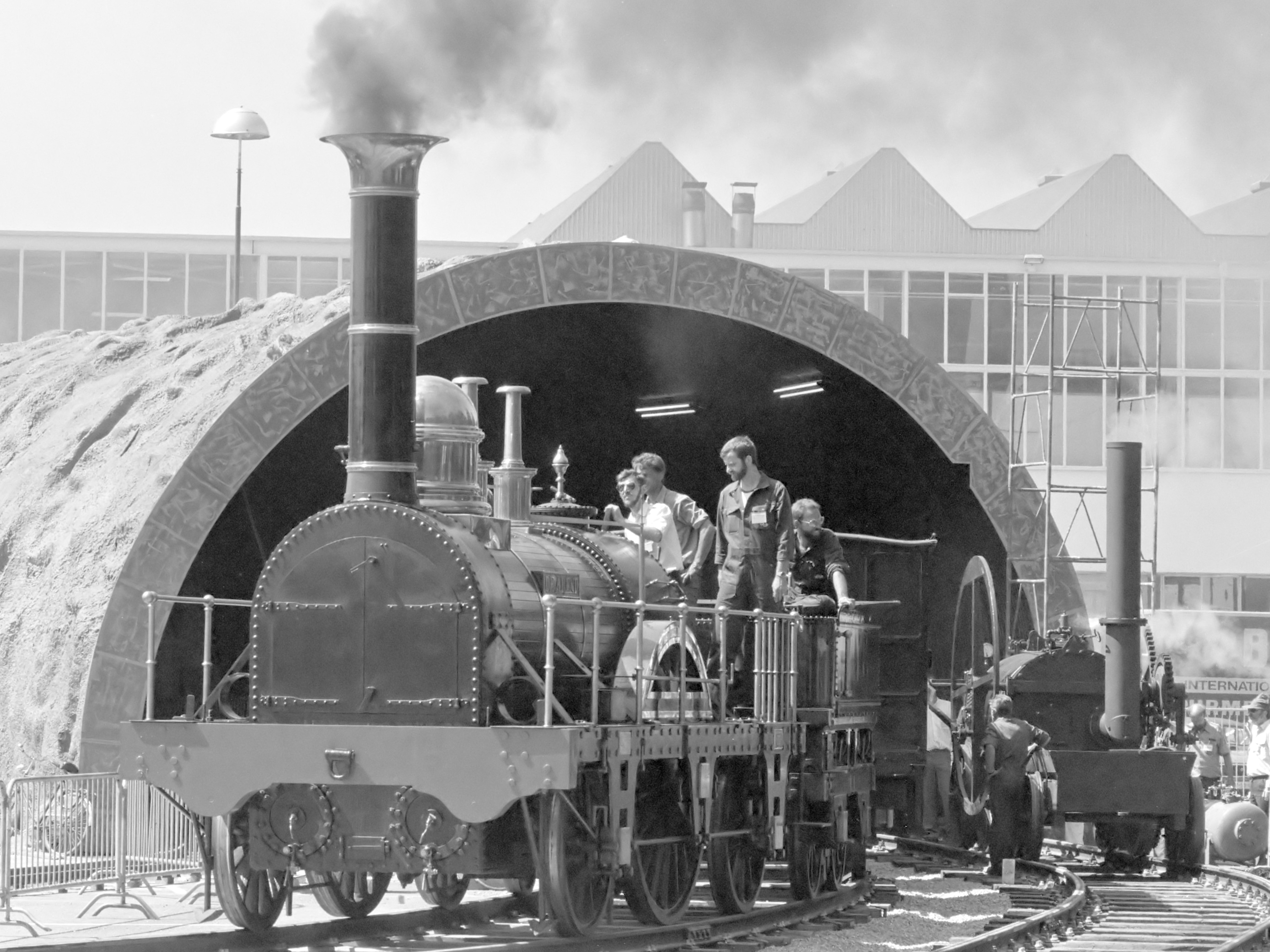
Voor het evenement 'Treinen door de Tijd' in Utrecht ter gelegenheid van 150 jaar spoorwegen rijdt de replica van 'De Arend' door een tunnel op het terrein van de Jaarbeurs; 20 juni 1989.

In 1938 heeft de Centrale Werkplaats te Zwolle ter gelegenheid van het honderdjarig bestaan van de spoorwegen in Nederland een replica gebouwd. Van tweelingloc de Leeuw waren de originele tekeningen bewaard gebleven, waarmee een replica gemaakt werd van de Arend, die als tweede locomotief aan de HSM geleverd was. Samen met drie ook gereconstrueerde bijpassende personenrijtuigen (3e klasse no. 10 waggon, 2e klasse no. 8 char à bancs en 1e klasse no. 4 diligence) werd de locomotief gebruikt bij opnamen voor de film 100 jaar spoorwegen in Nederland bij station Hoofddorp.

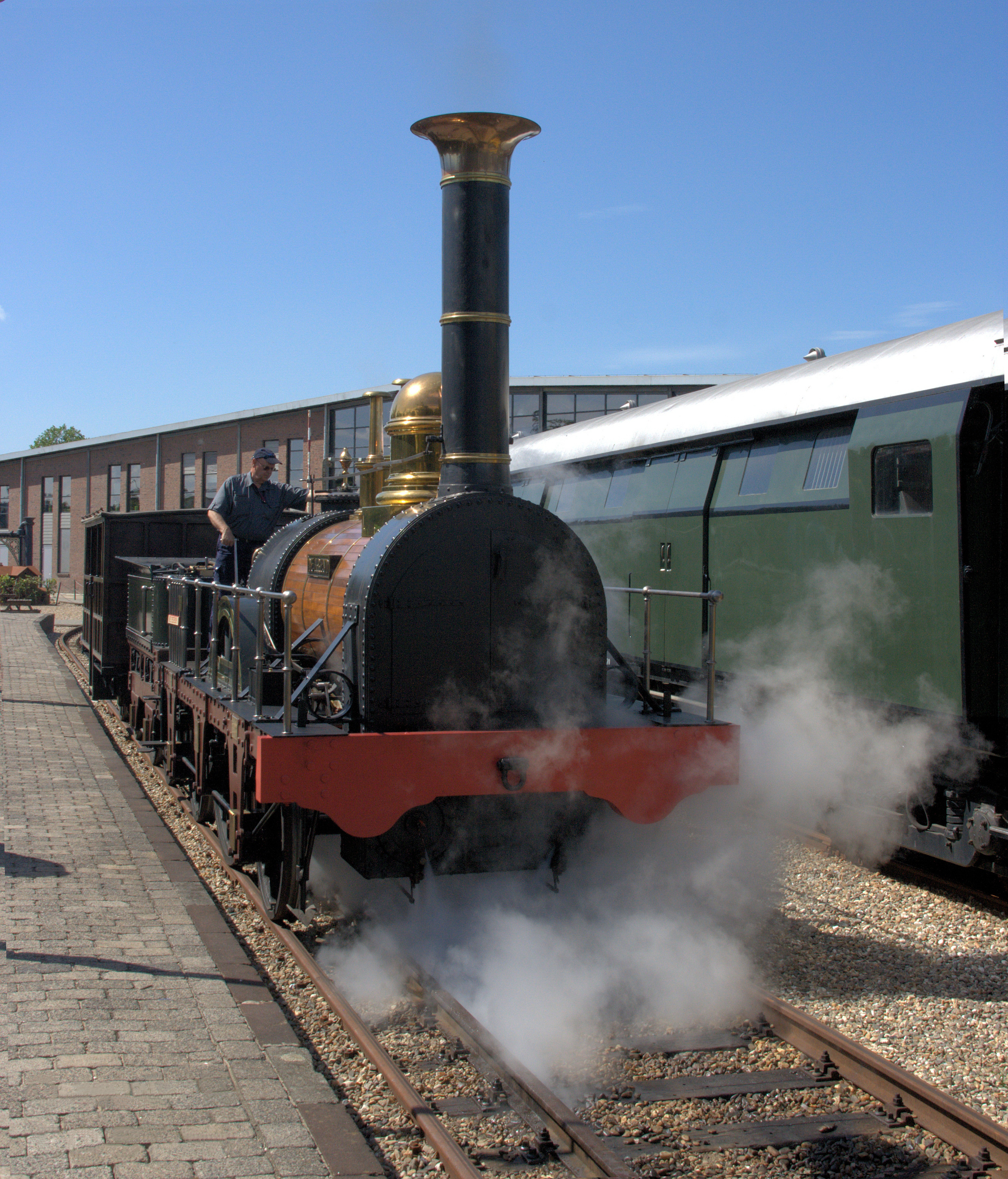
Replica van locomotief De Arend onder stoom; 2010.

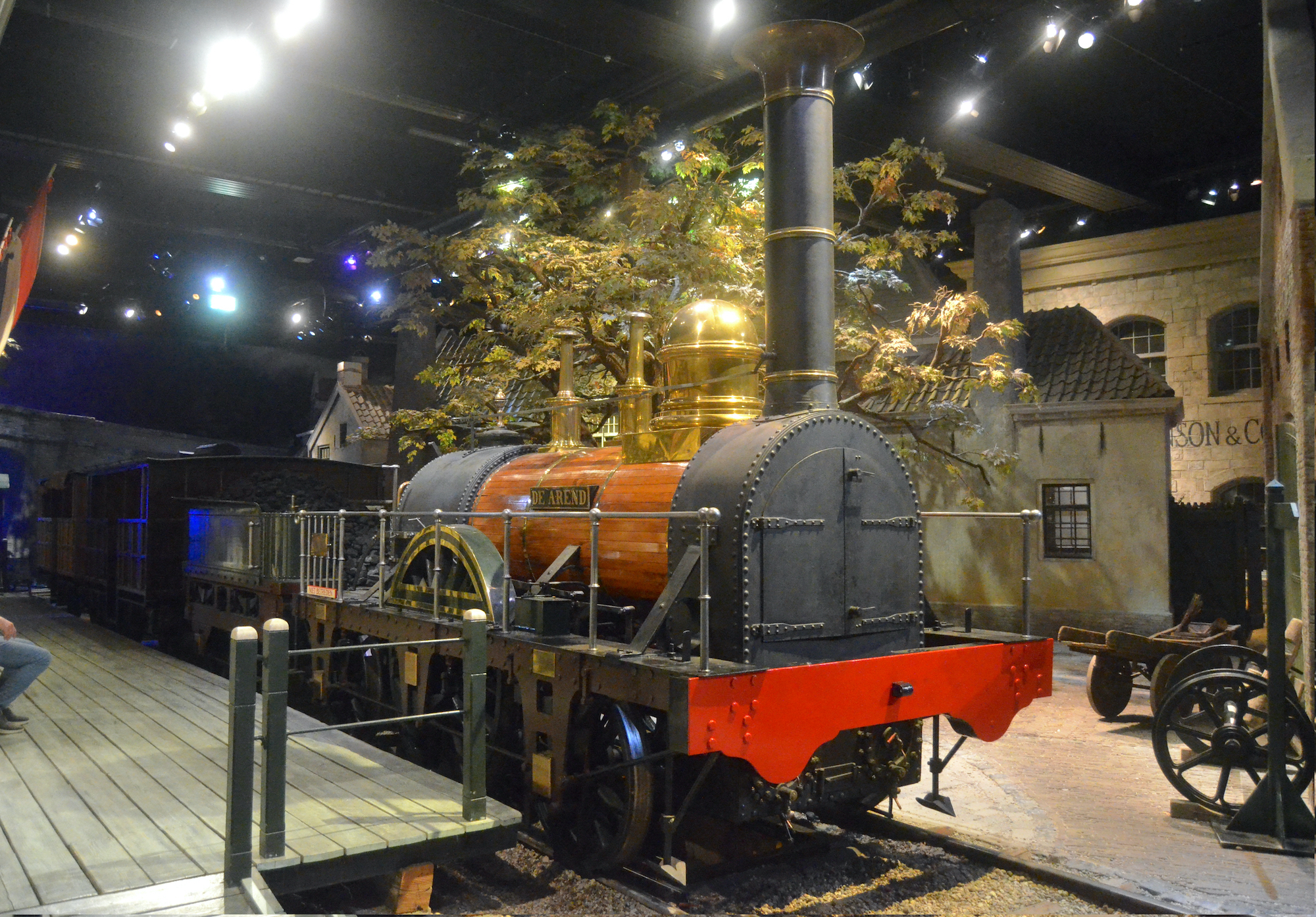
Replica van locomotief De Arend opgesteld in het Spoorwegmuseum; 2021.

In de zomer van 1939 reed de Arend rondjes over het tentoonstellingsterrein dat voor de viering van het eeuwfeest van de spoorwegen op het Frederiksplein in Amsterdam was ingericht. Voor tien cent konden mensen twee rondes meerijden. Van deze mogelijkheid hebben ten minste 100.000 personen gebruikgemaakt; de trein legde ongeveer 3000 kilometer af op het terrein. Na afloop werd de locomotief opgeborgen in een loods bij de werkplaats in Zwolle. Daar overleefde de tweede Arend de vernietiging van emplacement Zwolle in 1945 door een Duits Sprengkommando.
In 1948 werden de locomotief en rijtuigen naar Delft overgebracht voor het 100-jarige jubileum van het Delftsch Studenten Corps. De studentensociëteit ligt aan de Phoenixstraat, waar naast het spoor van de tramlijn Den Haag-Delft over een lengte van 950 meter een derde rail werd aangebracht. 13.000 personen maakten voor 15 cent een ritje.
Van 21 augustus tot 1 september 1951 reed de trein in Enschede, waar in het Volkspark de tentoonstelling FF (fecerunt fortissimo) werd gehouden. Van de 210.000 bezoekers maakten er 20.000 een ritje in de trein.
Na twee jaar in de locomotievenloods in Hoorn werd de trein in 1953 opgenomen in het pas geopende Nederlands Spoorwegmuseum in station Utrecht Maliebaan, waar deze sindsdien zijn standplaats heeft.
Tijdens de manifestatie Treinen door de Tijd, ter gelegenheid van het 150-jarig bestaan van de spoorwegen in Nederland in 1989, reed de Arend zijn rondjes op het tentoonstellingsterrein bij de Utrechtse Jaarbeurs. Daarna ging de trein weer terug naar het Spoorwegmuseum, Sinds 1989 is deze in dienstvaardige toestand om met stoomkracht ritjes op het museumterrein te rijden.
Van 22 augustus tot 26 oktober 1997 was de Arend op bezoek in Zwitserland wegens het 150-jarig bestaan van de Zwitserse Spoorwegen.
Van 18 juni t/m 27 juni 1999 was de Arend te gast in de VS op de Railfair 1999 in het California State Railroad Museum in Sacramento.
Op 20 september 2014 werd de Arend voor het station van Amsterdam Centraal gebruikt als onderdeel van de theatervoorstelling 'Als de dag van Toen', ter gelegenheid van het 175-jarige bestaan van de spoorwegen in Nederland. De locomotief reed toen niet, maar het effect werd wel met een bewegend doek gecreëerd die een landschap liet zien. 
In 2016 werd door de gemeente Amsterdam brug 1973 naar de locomotief vernoemd.

### Breedspoor in het Spoorwegmuseum
Op het terrein van het Spoorwegmuseum ligt sinds 2005 ook een stuk breedspoor van 1945 mm voor de locomotief De Arend. In het kader van het 175-jarig bestaan van de spoorwegen in Nederland is dit breedspoor op 19 juli 2014 op het spooremplacement verlengd. Dit breedspoor is grotendeels als drierailig spoor aangelegd en biedt de mogelijkheid bij bijzondere gelegenheden met het aanwezige breedspoormaterieel te rijden. De Arend is sinds 2005 op zijn vaste standplaats, met twee van de rijtuigen (8 en 10), onderdeel van de attractie De Grote Ontdekking.
| Fabrieksnummer | Naam               | In dienst | Uit dienst | Bijzonderheden                                               |
| -------------- | ------------------ | --------- | ---------- | ------------------------------------------------------------ |
| 119            | Arend              | 1839      | 1857       | Geruild tegen NRS 12 Vesuvius.                               |
| 125            | Leeuw              | 1839      | 1856       | Geruild tegen NRS 16 Bromo, direct afgekeurd.                |
| Fabrieksnummer | Naam               | In dienst | Uit dienst | Bijzonderheden                                               |
| 30             | De Arend (replica) | 1939      |            | Opgenomen in de collectie van het Nederlands Spoorwegmuseum. |